# Retour social sur investissement

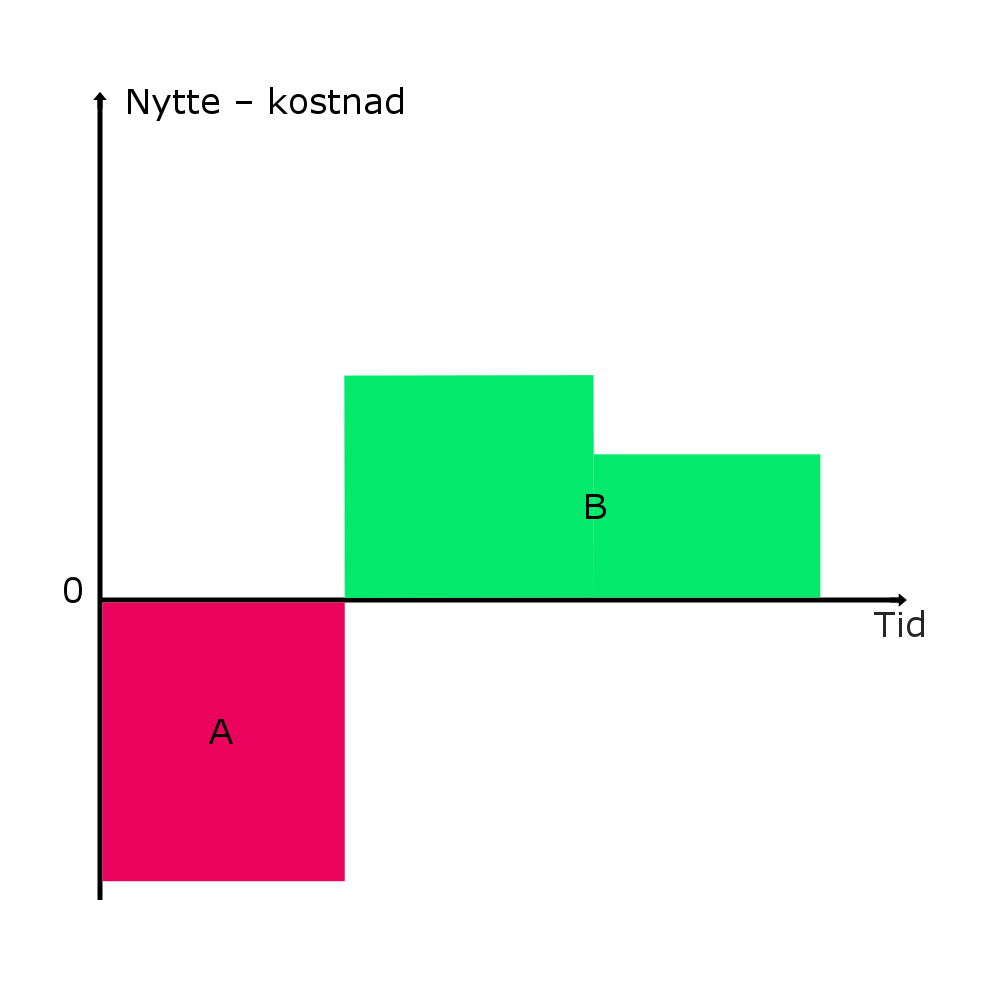
Graphe

Le retour social sur investissement est une méthode fondée sur des principes de mesure de la valeur extra-financière (c'est-à-dire, la valeur environnementale et sociale actuellement non considérée dans les bilan financiers conventionnels) en rapport avec les ressources investies. Il peut être utilisé par toute entité pour évaluer les impacts sur les parties prenantes, identifier des moyens d'améliorer la performance des investissements.